# 盖斯瓦瑟
盖斯瓦瑟（法語：Geiswasser，发音：[gaisvasəʁ]）是法国上莱茵省的一个市镇，属于科尔马-里博维莱区（Colmar-Ribeauvillé）和恩西赛姆县（Ensisheim）。该市镇总面积8.24平方公里，2009年时的人口为331人。

## 人口
盖斯瓦瑟人口变化图示